# Holding Back the Years
«Holding Back the Years» (en español: «Deteniendo los años») es una canción interpretada por la banda inglesa de soul y pop Simply Red, lanzada como tercer sencillo de su álbum debut de estudio, Picture Book (1985). En 1986, la canción alcanzó el número 1 en el Billboard Hot 100 de Estados Unidos y el número 2 en la UK Singles Chart del Reino Unido. "Holding Back the Years" había sido lanzado inicialmente en el Reino Unido el año anterior, alcanzando el número 51. 
La canción recibió varias nominaciones: MTV Video Music Award al Mejor Artista Nuevo, Premio Grammy a la Mejor Interpretación Vocal Pop por un Dúo o Grupo Vocal en ls 29°. edición anual de los Premios Grammy y Premio Brit al Mejor Sencillo Británico en 1987.

## Información de la canción
El líder del grupo, Mick Hucknall, escribió la canción cuando tenía 17 años, mientras vivía en la casa de su padre. En una entrevista de 2018, dijo que la canción se inspiró en un miembro del personal docente de la Escuela de Arte de Mánchester, donde él era estudiante de bellas artes. El profesor sugirió que las mejores pinturas se producen cuando el artista está trabajando en una corriente de conciencia, que Hucknall luego trató de aplicar a la composición de canciones.
Los créditos de escritura de la canción son compartidos entre Hucknall y Neil Moss, un amigo y miembro del primer grupo de Hucknall, The Frantic Elevators. Sin embargo, según Hucknall, Moss no coescribió la canción, pero el crédito se agregó "para recordar los grandes momentos que tuvimos", ya que la pareja había escrito muchas otras canciones juntos. El estribillo de la canción "I'll keep holding on" no se añadió hasta muchos años después, luego de que The Frantic Elevators se separara y Hucknall formara Simply Red.

## Lista de canciones
| 7" (edición 1985) A. "Holding Back the Years" B. "I Won't Feel Bad" 12" (edición 1985) A1. "Holding Back the Years" B1. "I Won't Feel Bad" B2. "Drowning in My Tears" | 7" (reedición 1986) A. "Holding Back the Years" B. "Drowning in My Tears" 12" (reedición 1986) A1. "Holding Back the Years" B1. "Drowning in My Tears" B2. "Picture Book in Dub" |

## Posicionamiento en listas
| Lista (1986)                                         | Máxima posición |
| ---------------------------------------------------- | --------------- |
| Australia (Kent Music Report)                        | 16              |
| Austria (Ö3 Austria Top 40)                          | 22              |
| Bélgica (Flandes) (Ultratop 50)                      | 8               |
| Canadá (RPM Top Singles)                             | 6               |
| Estados Unidos Billboard Hot 100                     | 1               |
| Estados Unidos Adult Contemporary Tracks (Billboard) | 4               |
| Estados Unidos Billboard Cash Box Top 100            | 4               |
| Irlanda (IRMA)                                       | 1               |
| Países Bajos (Dutch Top 40)                          | 3               |
| Países Bajos (Mega Single Top 100)                   | 5               |
| Reino Unido (UK Singles Chart)                       | 2               |

## Otras versiones
En 1999, la boy band inglesa de R&B Another Level lanzó su versión como un doble lado A con una remezcla de su éxito anterior, "Be Alone No More". Este lanzamiento alcanzó el número 11 en la lista de sencillos del Reino Unido.

### Sucesión en listas
| Predecesor: «There'll Be Sad Songs (To Make You Cry)» de Billy Ocean | U.S. Billboard Hot 100 — Sencillo N°. 1 12 de julio de 1986 - 18 de julio de 1986 | Sucesor: «Invisible Touch» de Genesis |